# National Marine Electronics Association
La National Marine Electronics Association (NMEA) es una organización de comercio electrónico estadounidense que establece estándares de comunicación entre electrónica marina.

## Estándares
Estándares NMEA
NMEA 0180
NMEA 0182
NMEA 0183Una especificación combinada eléctrica y de datos entre aparatos electrónicos marinos tales como sonars, anemómetros, girocompas, pilotos automáticos, y receptores GPS entre otros instrumentos.
NMEA 2000Abreviado a NMEA2k o N2K y estandarizado como IEC 61162-3, es un estánder plug-and-play de comunicaciones usado para conectar electrónica marina.
NMEA OneNetAmpliación futura del NMEA 2000 con mayor ancho de banda. (bajo estandarización)